# Pim Goff
James Frederick Goff, detto Pim (Normal, 13 maggio 1912 – Tucson, 28 febbraio 1980), è stato un cestista, giocatore di baseball e allenatore di pallacanestro statunitense, professionista nella NBL.

## Carriera
Giocò per due stagioni nella NBL, disputando complessivamente 38 partite con 4,9 punti di media.